# Портупея

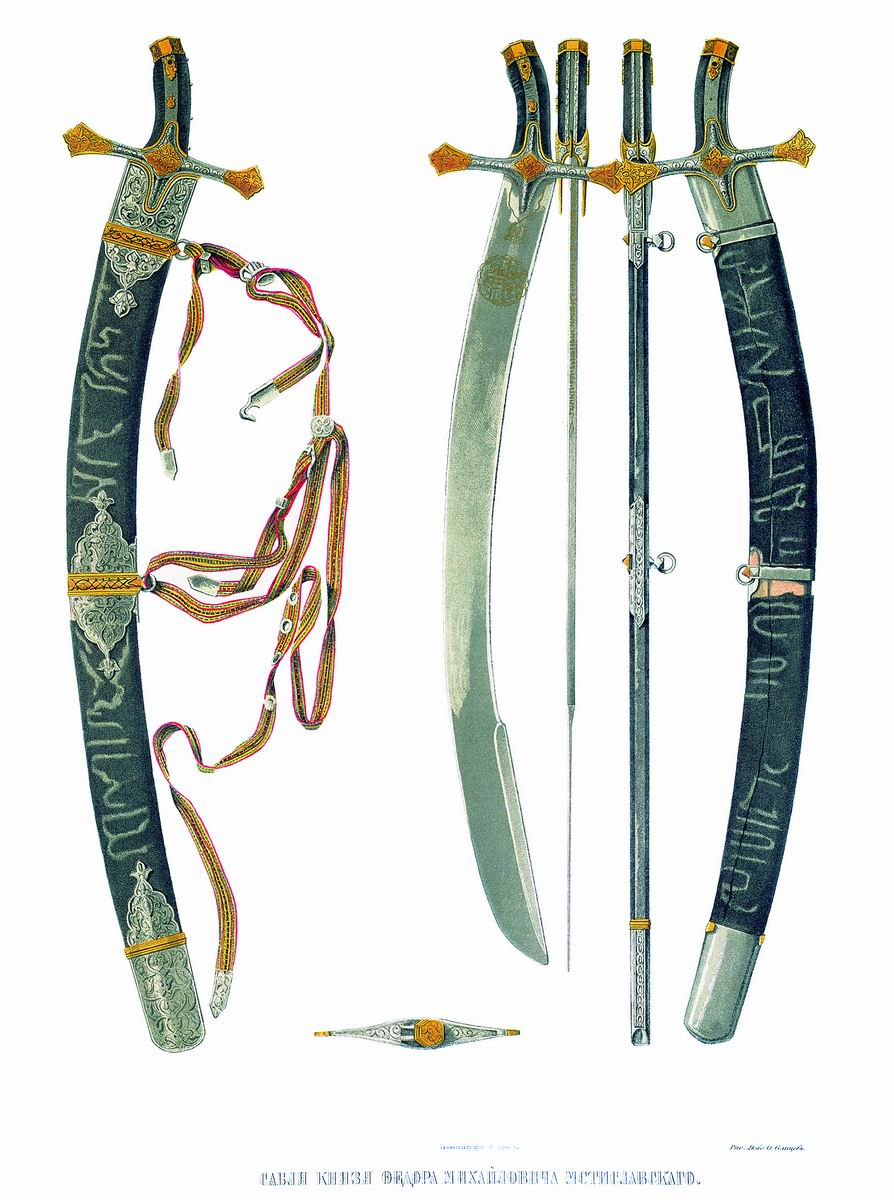
Сабля с портупеей Ф. М. Мстиславского, первая половина XVI века, Каир

Портупе́я (фр. porte-épée; дословно porter — «носить» и épée — «меч») — снаряжение, ременная или галунная перевязь в виде ремней (пасиков) или галуна различной длины и ширины, перекинутая через одно плечо для ношения холодного оружия, ташки, позднее — личного огнестрельного оружия и полевой сумки.
В других источниках указано, что портупе́я (ж., фрнц.) — пе́ревязь, бандале́р; ремень, тесьма через плечо, или поперечная, пояс с застежкой, для шпаги, сабли, шашки, снаряжение (кожаная или галунная перевязь) для носки холодного оружия (ношения сабли или шашки), относилась к аммуниции. Портупея для ношения меча у латинян — балтеус (balteus). Портупея в ВС России изготавливалась из кожи коричневого или чёрного цвета и была предназначена для ношения подвешенного к ней холодного оружия (например шашка, сабля), позднее — огнестрельного оружия (пистолет, револьвер). Русские гусары носили на портупеях также ташки. Как указано в ЭСБЕ, в иностранных армиях (вооружённых силах) портупеей (porte-épée) называется темляк, отсюда и пошли термины «портупей-юнкер» и «портупей-прапорщик». Многие ошибочно называют портупеей ремни снаряжения военнослужащих.

## История
У Б. И. Куракина ремни, на которых висит сабля или шпага, появляются в России уже в 1705 году, народное — протупе́я.
В Русских гвардии, армии и так далее, нижние чины и унтер-офицеры носили портупею через правое плечо для крепления тесака. Она надевалась в первую очередь, поддерживалась на плече погоном, который застёгивался поверх ремня. Для изготовления портупеи использовалась белёная лосиная кожа шириной около 9,35 см. Портупея имела лопасть для тесачных ножен, которые удерживались крючком, продетым в отверстие лопасти. Штыковые ножны цеплялись крючком за край портупеи позади лопасти. Рядом с лопастью пришивалась латунная пряжка со шпеньком для подгонки портупеи по росту владельца. Однако многие портупеи не имели пряжек. По краям портупея прострачивалась либо на ней выдавливалась канавка, чтобы портупея не растягивалась во время использования. Кожаная пришивка к портупее, куда вставляется шпага, штык, тесак и так далее — ло́пасть, ло́пость.
Обер-офицеры и штаб-офицеры носили через правое плечо портупею для крепления шпаги, изготовленную из галунной перевязи. Подпрапорщики носили шашки на кожаной портупее.
На конец XIX столетия в Вооружённых силах России у нижних чинов и обер-офицеров армейской пехоты и пешей артиллерии портупея была ременная, у прочих офицеров — галунная, по цвету металлического прибора. Для портупеи были определены штатами сроки, соразмерные с прочностью и употреблением каждой, а на поддержание некоторых из них назначены ремонтные деньги.
В Британской армии портупея зовётся поясом Сэма Брауна (англ. Sam Browne belt), генерала кавалерийских войск, который во время восстания сипаев лишился левой руки. Он переделал портупею так, чтобы она была удобной и для солдат, потерявших руку: в новом варианте портупея крепилась к поясному ремню и таким образом позволяла вытаскивать холодное оружие из ножен и не держать их при этом другой рукой.

## Галерея

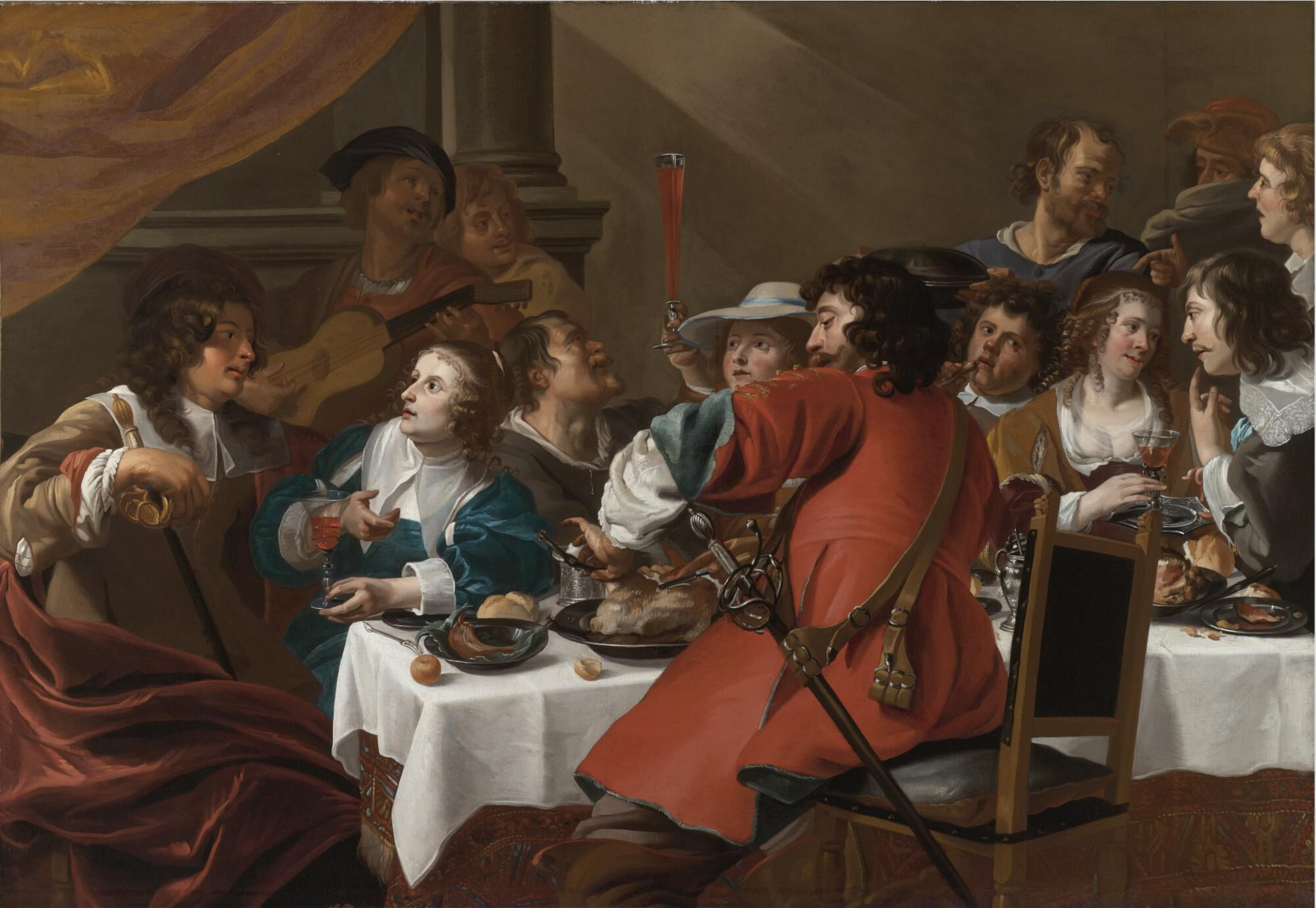
Сцена на банкете. Ян Коссиерс, XVII век
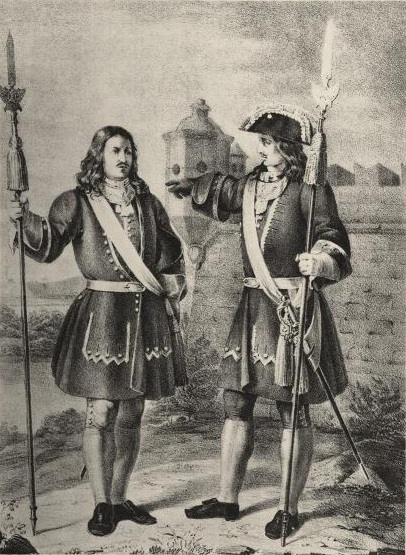
Обер-офицер и штаб-офицер лейб-гвардии Преображенского полка с 1700 по 1732 год
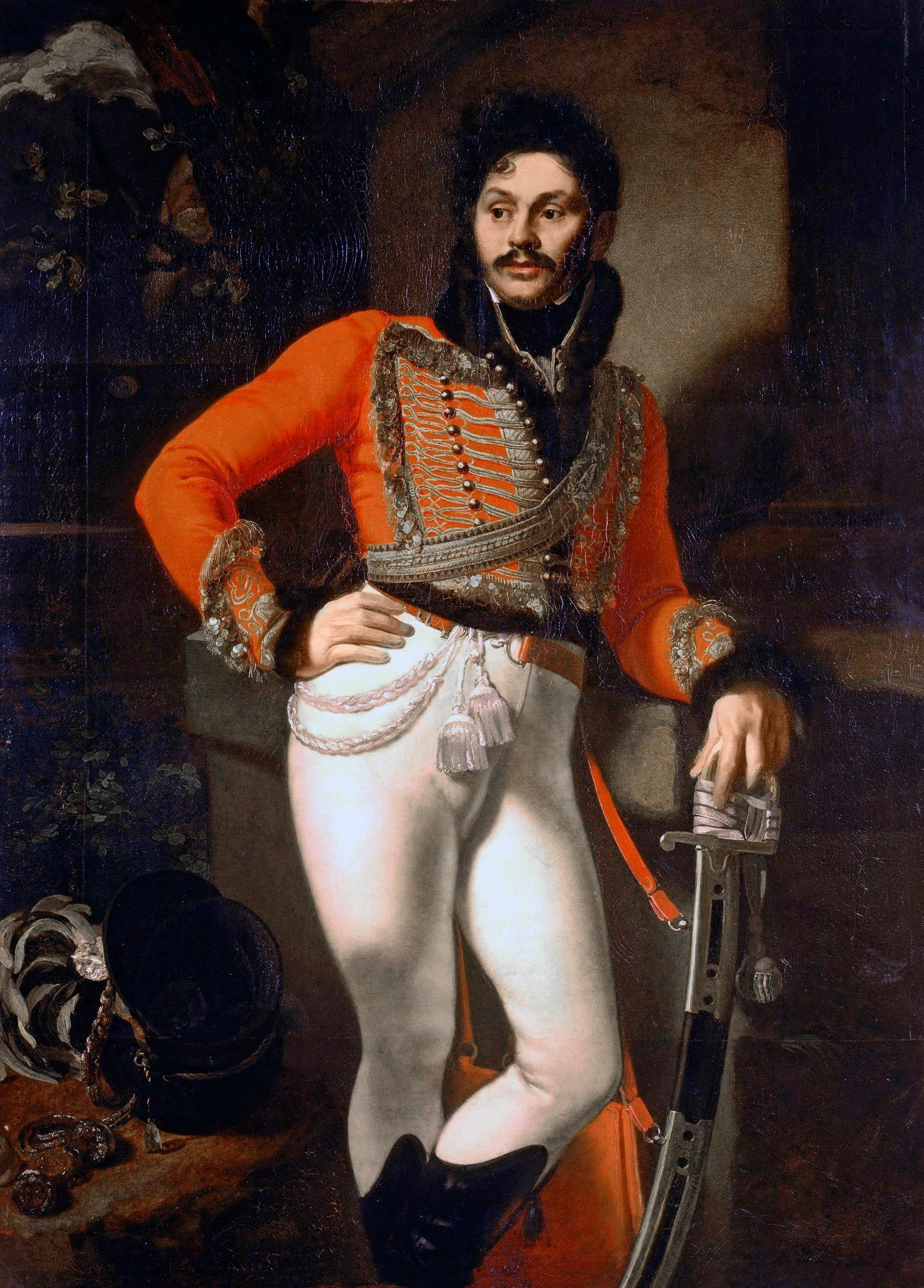
«Портрет лейб-гусарского полковника Евграфа Владимировича Давыдова». О. Кипренский
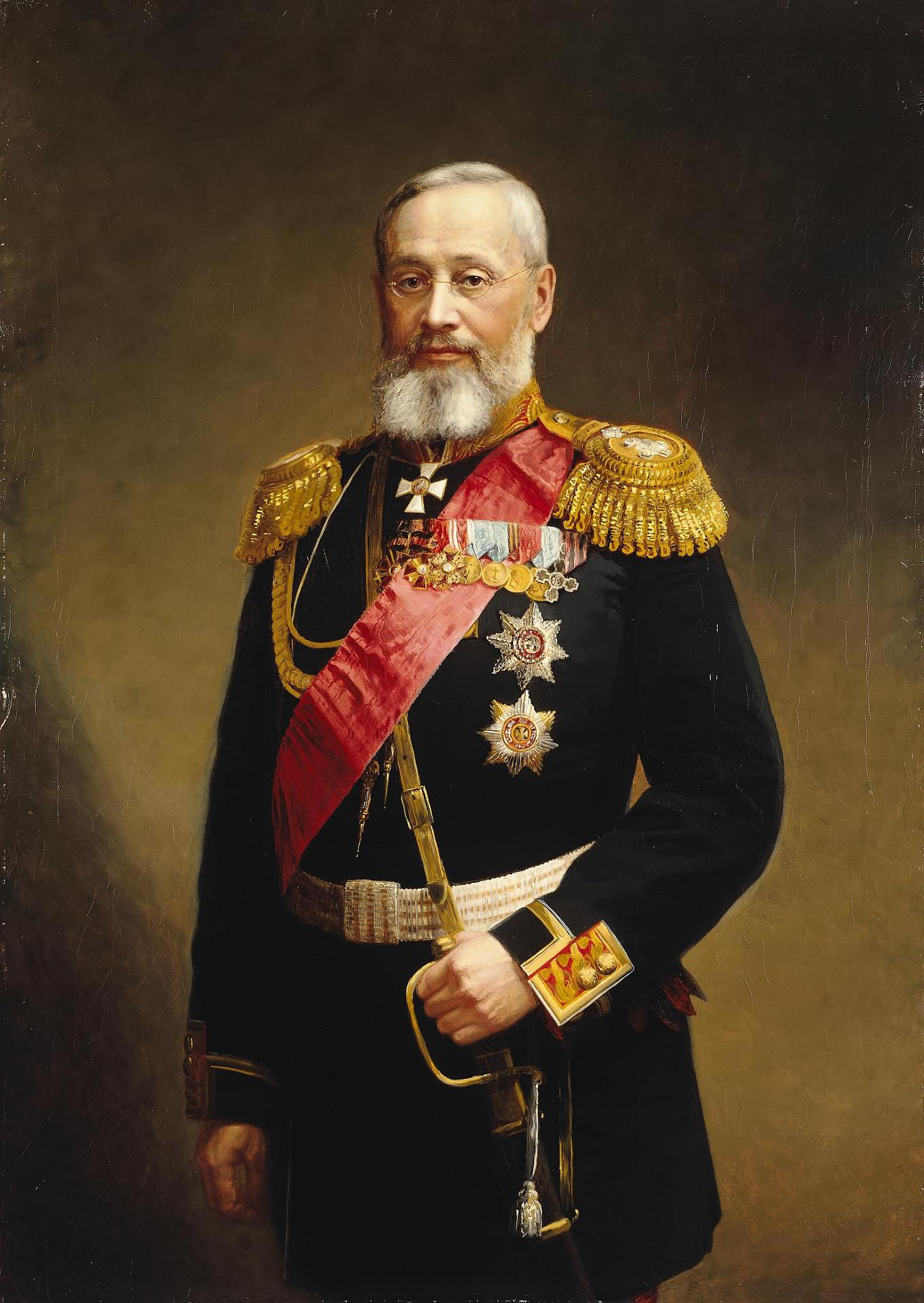
Портрет П. С. Ванновского
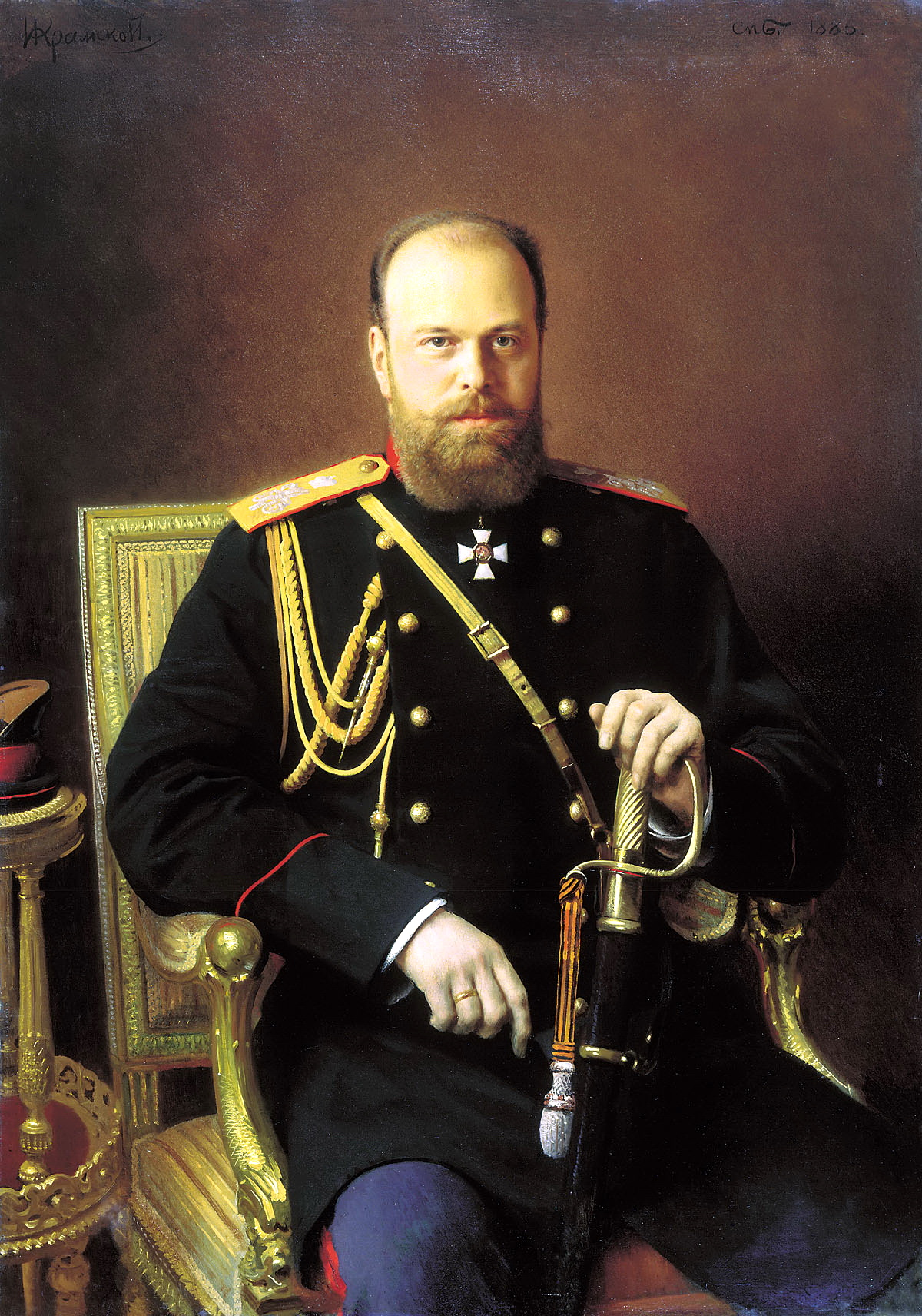
Портрет Александра III работы Крамского, видна портупея и темляк
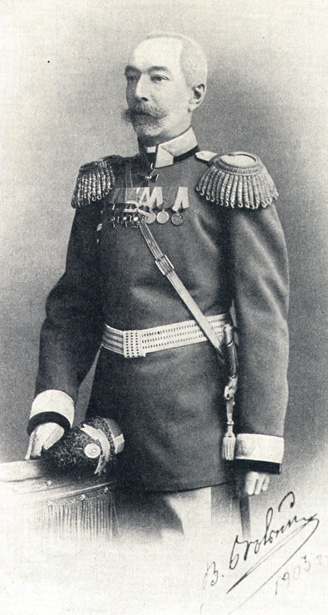
Генерал от артиллерии В. Ф. Белый, 1903 год
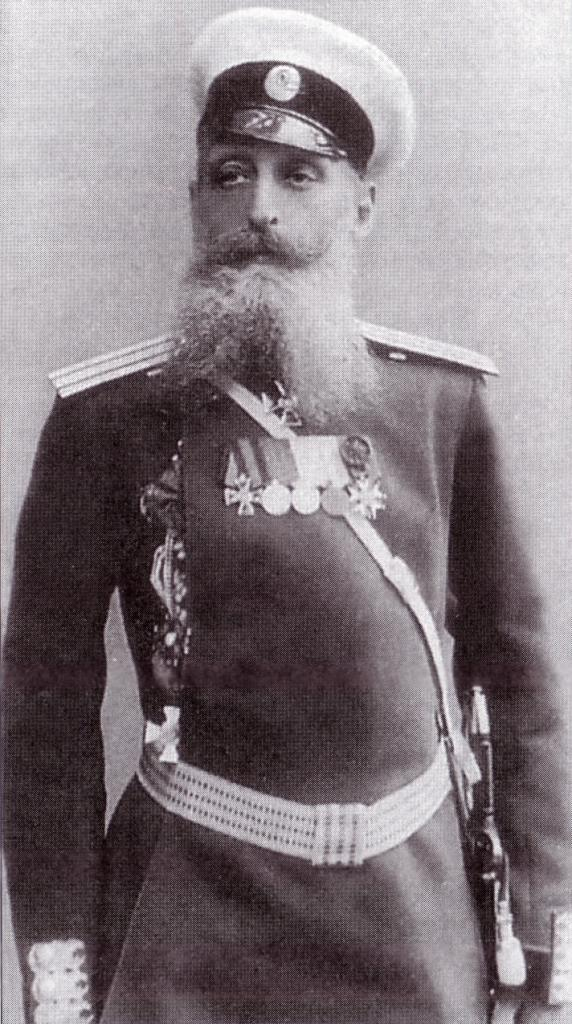
Полковник А. М. Кованько, Санкт-Петербург, 1904 год
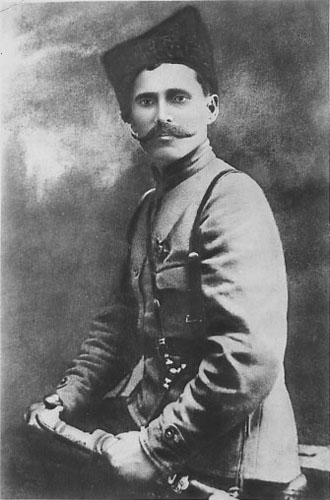
В. И. Чапаев в кожаной портупее с шашкой, надетой поверх ремней снаряжения
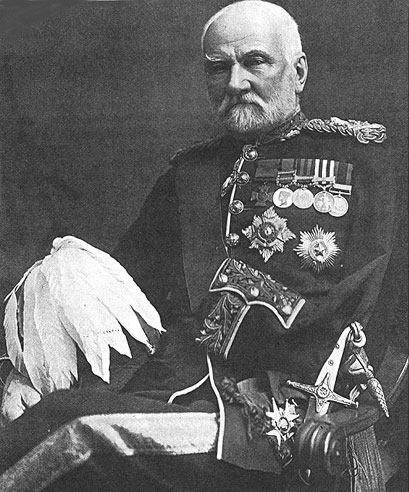
Генерал Сэм Браун с портупеей